# Foronomia
La foronomia è la branca dell'idrodinamica che studia l'efflusso dei liquidi da aperture chiamate bocche o luci, ad esempio l'apertura laterale in un serbatoio.
L'obiettivo della foronomia è la stima della portata smaltita dalla luce, il cui valore è soggetto alle perdite di carico che si manifestano in prossimità della luce; si è perciò nel caso in cui la legge di Torricelli non è valida, in quanto il foro non è di dimensioni trascurabili rispetto a quelle del serbatoio stesso.

## Classificazioni delle luci

### Luci a battente
Le luci sono dette "a battente" se il livello del pelo libero del liquido a monte della luce è più alto di ogni punto del contorno della luce, essendo il "battente" la differenza di quota tra il punto più alto della luce e il pelo libero a monte. Il carico idraulico sulla luce a battente è la differenza di quota tra il centro della luce e il pelo libero a monte della luce stessa.

### Luci a stramazzo
Si definisce luce "a stramazzo" (o semplicemente "stramazzo") una luce in cui solo la parte inferiore del suo contorno è soggiacente al pelo libero e quindi bagnata dal liquido effluente. Il carico idraulico per uno stramazzo è dato dalla differenza di quota tra il punto più basso del contorno della luce e il livello del pelo libero a monte della luce stessa.

### Luci libere e luci rigurgitate
Le luci sono dette "libere" oppure "rigurgitate" a seconda che il livello del liquido a valle della luce influenzi o non influenzi la luce, rispettivamente.

## Contrazione della vena fluida

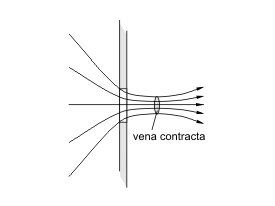
Fenomeno della vena contratta.

Consideriamo un serbatoio in cui sia presente un foro sulla superficie laterale. Sperimentalmente si può verificare che la sezione del getto liquido uscente dal foro è minore della sezione del foro: questo fenomeno è chiamato "contrazione della vena fluida" e la vena è detta "contratta" (o in latino vena contracta).
La contrazione della vena fluida è graduale, e da una certa distanza dal foro non si ha più contrazione: la sezione che corrisponde a questa distanza è detta sezione contratta.
Si definisce coefficiente di contrazione {\displaystyle C_{c}} il rapporto adimensionale tra la sezione della vena contratta {\displaystyle A_{c}} e la sezione del foro {\displaystyle A}:
{\displaystyle C_{c}={\frac {A_{c}}{A}}}
Nel caso di foro di dimensioni piccole rispetto al serbatoio e bordo tagliato a 90° (cioè non smussato), Kirchhoff ha ricavato nel 1869 un valore del coefficiente di contrazione pari a 0,611.
Sfruttando l'equazione di Bernoulli, la velocità di efflusso da una bocca a battente è ricavabile dall'espressione:
{\displaystyle v_{e}=m\cdot {\sqrt {2gh}}}
in cui h è il carico idraulico, g è la costante di accelerazione di gravità ({\displaystyle \simeq 9,81} m/s2) e m è un coefficiente correttivo che è associato al fenomeno della contrazione della vena liquida.
Dalla conoscenza della velocità di efflusso possiamo quindi ricavare la portata smaltita dall'espressione:
{\displaystyle Q_{e}=C_{c}\cdot A\cdot v_{e}}